# Paul Wellens
Paul Wellens (Hesselt, 27 giugno 1952) è un ex ciclista su strada belga.
Professionista dal 1976 al 1987, vinse un'edizione del Tour de Suisse e due tappe al Tour de France. Nella Grande Boucle, inoltre, conquistò anche lo speciale ed ambito Premio della Combattività nell'edizione del 1978.

## Palmarès
- 1974 (Dilettanti, una vittoria)

Eversel-Heusden
- 1975 (Dilettanti, una vittoria)

Trofee Het Volk
- 1977 (Frisol-Thirion, tre vittorie)

Grand Prix d'Orchies
15ª tappa, 1ª semitappa Tour de France (Thonon-les-Bains > Morzine)
2ª tappa Vuelta al País Vasco (Altsasu > Agurain)
- 1978 (TI-Raleigh, due vittorie)

Classifica generale Tour de Suisse
13ª tappa Tour de France (Figeac > Super-Besse)
- 1983 (Splendor-Wickes Bouwmarkt, una vittoria)

12ª tappa Grand Prix de l'Avenir (Vitrolles > Martigues)

### Altri successi
- 1978 (TI-Raleigh)

4ª tappa Tour de France (Évreux > Caen, cronosquadre)
Premio della Combattività Tour de France
Criterium di Kamerik
- 1979 (TI-Raleigh)

4ª tappa Tour de France (Captieux > Bordeaux, cronosquadre)
8ª tappa Tour de France (Deauville > Le Havre, cronosquadre)
Kermesse di Beringen
Criterium di Koersel
- 1980 (TI-Raleigh)

1ª tappa, 2ª semitappa Tour de France (Wiesbaden > Francoforte, cronosquadre)
7ª tappa, 1ª semitappa Tour de France (Compiègne > Beauvais, cronosquadre)

## Piazzamenti

### Grandi Giri
- Tour de France

1976: 69º
1977: 30º
1978: 6º
1979: 8º
1980: 52º
1981: 14º
1982: ritirato (alla 18 tappa)
1985: 35º
- Giro d'Italia

1983: 53º
1984: 51º
- Vuelta a España

1976: 33º
1977: 28º
1982: 16º

### Classiche monumento
Parigi-Roubaix
1984: 34º
- Liegi-Bastogne-Liegi

1980: 18º
1985: 56º

### Competizioni mondiali
- Campionati del mondo su strada

Yvoir 1975 - In linea Dilettanti: 15º
San Cristóbal 1977 - In linea Professionisti: ?
Nürburgring 1978 - In linea Professionisti: ?
Valkenburg 1979 - In linea Professionisti: ?